# Danh sách sông ở Yemen
Yemen không có sông theo đúng nghĩa mà chỉ là suối cạn. Đây là danh sách các sông đổ ra theo cửa biển:

## Biển Đỏ(Tihamah)
- Wadi Harad
- Wadi Mawr
  - Wadi Akhraf
  - Wadi Haydan
- Wadi Surdud
- Wadi Siham
- Wadi Rima
- Wadi Zabid
- Wadi Mawza
  - Wadi Bani Khawlan

## Vịnh Aden
- Wadi Harim
- Wadi Tuban
- Wadi Bana
- Wadi Hassan
- Wadi  Ahwar (Wadi Jurrah)
  - Wadi Milh (Wadi Ar Ruqub)
- Wadi Mayfa‘ah
  - Wadi Amaqin
  - Wadi Hada
- Wadi Hajr
- Wadi Huwayrah
- Wadi al Masilah
  - Wadi Hibun
  - Wadi Hamir
  - Wadi Hayfari
  - Wadi Tabaqim
  - Wadi Sana
  - Wadi Adim
  - Wadi Hadramawt (Hadhramaut)
    - Wadi Sarr
    - Wadi Amd
- Wadi al Jiz
  - Wadi Dawan (Dhahawn)
  - Wadi Kidyut
    - Wadi Mahrat
- Wadi Tinhalin

## Rub' al Khali
- Wadi Jawf
  - Wadi Raghwan
  - Wadi al Kharid
- Wadi Abrad
- Wadi as Sudd
- Wadi Harib
- Wadi Dumays
  - Wadi Bayhan
- Wadi Markhah
- Wadi Makhyah (Wadi as Sidarah)
- Wadi Qinab
- Wadi Aywat al Manahil
- Wadi Armah
- Wadi Dahyah
- Wadi Arabah
- Wadi Rakhawt
- Wadi Mitan
- Wadi Shihan
  - Wadi Hat